# Velcro
Velcro is een bedrijf, bekend voor het produceren van klittenband.

## Geschiedenis
Velcro Companies produceert onder de merknaam 'Velcro' een reeks mechanische bevestigingsproducten, waaronder klittenband. Het originele gepatenteerde klittenband werd in 1948 uitgevonden door de Zwitserse elektrotechnische ingenieur George de Mestral, die er in 1955 een patent op nam. Hierna verfijnde en ontwikkelde hij de praktische productie ervan tot de introductie op de markt eind van de jaren 1950.
De Mestral ontwikkelde een sluiting die uit twee onderdelen bestond: een rechte strook met kleine haakjes en een tweede stoffen strook waarin deze haakjes bleven hechten. Hierdoor ontstond een tijdelijke hechting die werd verbroken zodra de stroken uit elkaar werden getrokken. Het materiaal werd aanvankelijk gemaakt van katoen, wat onpraktisch bleek. De sluiting werd uiteindelijk vervaardigd van nylon en polyester.
De Mestral gaf zijn bedrijf, dat dit sluitingssysteem nog steeds produceert en distribueert, de naam Velcro. Velcro is een samengevoegd woord van de Franse woorden velours ('fluweel') en crochet ('haak').

## Patenten en handelsmerken
In 1957 vroeg De Mestral in Zwitserland voor zijn klittenband een patent aan, dat in 1959 werd toegekend. Het oorspronkelijke patent van De Mestral liep in 1978 af. Toen imitatoren de markt begonnen te betreden, breidde Velcro Companies zijn klittenbandtechnologie uit voor andere industriële en commerciële toepassingen en verwierf het bedrijf intellectuele-eigendomsrechten voor het materiaal. Het bedrijf maakt regelmatig gebruik van het octrooisamenwerkingsverdrag (Engels: Patent Cooperation Treaty (PCT)) voor internationale octrooiaanvragen en vanaf eind 2010 heeft het 134 PCT-aanvragen ingediend.
Vanwege de vele imitaties na het verlopen van het patent is het bedrijf zich gaan richten op zijn handelsmerkstrategie. Om te voorkomen dat Velcro een generieke term wordt en het onderscheidend vermogen verliest dat nodig is voor het behoud van een beschermd handelsmerk, wijst het bedrijf er altijd op dat er niet zoiets als 'Velcro' bestaat, en dat de term een bedrijfsnaam, een merk en een handelsmerk is, geen algemene benaming voor een type product. Via advertenties, literatuur over de producten en marketingcampagnes legt het bedrijf consumenten uit dat niet alle klittenbandsluitingen originele producten van het merk Velcro zijn.

## Producten
Velcro Companies biedt sluitingsoplossingen aan veel verschillende industrieën, waaronder verpakte consumptiegoederen, transportation, personal care, verpakkingen en kleding, het leger, de bouw en de landbouw.
Voorbeelden van producten van Velcro Companies:
- Zelfklevende sluitingen voor algemene toepassingen
- Kabelbinders en straps
- Sluitingen voor zware toepassingen
- Tapes en sluitingen van textiel
- Geweven, gebreide en gegoten producten
- Bouwkits voor kinderen

## Goede doelen
De Neeson Cripps Academy, een hoogwaardige school voor het Cambodian Children’s Fund (CCF) in Phnom Penh, is gefinancierd door Velcro Companies. COOKFOX Architects in New York is de ontwerper van het eco-efficiënte gebouw, dat in 2017 wordt voltooid.
In 2015 lanceerde Velcro Companies samen met Velcro Brand Ambassador en designexpert Sabrina Soto de 'Classroom Makeover' wedstrijd, die elk jaar tijdens Teacher Appreciation Week plaatsvindt. De eerste winnaar - uit Joplin, Missouri -  kreeg als prijs twee opnieuw ingerichte klaslokalen.

## In populaire cultuur
- 1968 - Sluitingen van het merk Velcro worden gebruikt op de pakken, de monstercollectietassen en het ruimtevaartuig die gebruikt werden door Neil Armstrong en Buzz Aldrin bij hun reis naar de maan.[11]
- 1984 - David Letterman draagt, tijdens een interview met de directeur industriële verkoop Amerika van het bedrijf, een pak gemaakt van sluitingen van het merk Velcro en springt van een trampoline tegen een wand die bedekt is met het product.[12]
- 2016 - Als 1 aprilgrap introduceert Lexus de zogenaamde V-LCRO-stoelen ('Variable Load Coupling Rear Orientation'), een technologie waarmee de bestuurder met producten van het merk Velcro aan zijn stoel bevestigd blijft om de scherpste bochten te kunnen nemen.[13]